# ألان كار
ألان كار (بالإنجليزية: Alan Carr) هو مقدم تلفزيوني ومقدم برامج إذاعية وكوميدي ارتجالي وكاتب سيناريو وممثل بريطاني، ولد في 14 يونيو 1976 بوايمث في المملكة المتحدة.

## وصلات خارجية
- ألان كار على موقع IMDb (الإنجليزية)
- ألان كار على موقع ميوزك برينز (الإنجليزية)
- ألان كار على موقع أول موفي (الإنجليزية)
- ألان كار على موقع قاعدة بيانات الفيلم (الإنجليزية)